# Gavin Harrison
Gavin Richard Harrison, (London, 1963. május 28. –) angol dzsesszdobos. Harrisonra hatással volt apja lemezgyűjteménye, valamint olyan dobosok, mint Steve Gadd és Jeff Porcaro. Leginkább arról ismert, hogy a Porcupine Tree, a King Crimson és a The Pineapple Thief progresszív rockegyüttesekkel játszik.

## Pályafutása
Harrison apja is hivatásos dzsesszzenész volt. Ő maga hatéves korától gyakorolt, és tizenegyévesen kapta meg első dobfelszerelését.
Gavin Harrison 2002 februárjától elsősorban a Porcupine Tree progresszív rock együttessel játszott. Ő váltotta Chris Maitlandet, miután Richard Barbieri őt javasolta Steven Wilsonnak, (az együttes énekesének, gitárosának, alapítójának).
2008-ban ő volt a King Crimson másik dobosa Pat Mastelotto, Robert Fripp, Adrian Belew és Tony Levin mellett amerikai turnéjukon. 2011-ben együttműködött Jakszyk, Fripp, Collins – a King Crimson Project „A Scarcity Of Miracles” című filmben. Harrison 2014-ben, 2016-ban és 2019-ben dobolt a King Crimson koncertkörútjait, melyen Pat Mastelottoval és Bill Rieflinnel alakította ki a színpadi show-k háromdobos felállását. Különféle élő albumok jelentek meg ezekhez a turnékhoz.
2016-ban a The Pineapple Thief „Your Wilderness” című albumán dobolt. Ugyanebben az évben megjelent a „Dizrhythmia Too”, amely Jakko Jakszyk, Danny Thompson és az indiai ütőhangszeres, Pandit Dinesh közreműködésével készült. Harrison a „The Pineapple Thief” állandó tagja, és játszott a „Dissolution” és a „Versions of the Truth” albumokon.
Harrison két dobos szakkönyvet adott ki, a „Rhythmic Illusions” (1999) és a „Rhythmic Perspectives” (2002) címűeket. Felvett a két doboktató videót (2006) londoni stúdiójában, és kiadta őket DVD-n is.

## Albumok
- Sam Brown – Stop! (1988)
- Dizrhythmia – Dizrhythmia (1988)
- Dave Stewart, Barbara Gaskin – Spin (1991)
- Richard Barbieri, Tim Bowness – Flame (1994)
- Mick Karn – The Tooth Mother (1995)
- Gavin Harrison – Sanity & Gravity (1997)
- Franco Battiato – Gommalacca (1998)
- Lisa Stansfield – Swing (Original Motion Picture Soundtrack) (1999)
- Cliff Richard – Two's Company The Duets (2006)
- Gavin Harrison & Ø5Ric – Drop (2007)
- Porcupine Tree – In Absentia (2002)
- Blackfield (2004)
- Porcupine Tree – Deadwing (2005)
- Porcupine Tree – Fear of a Blank Planet (2007)
- Blackfield – Blackfield II (2007)
- Richard Barbieri – Stranger Inside (2008)
- Steven Wilson – Insurgentes (2008)
- OSI – Blood (2009)
- Porcupine Tree – The Incident (2009)
- Gavin Harrison & 05Ric – Circles (2009)
- Storm Corrosion – Storm Corrosion (2012)
- Gavin Harrison & Ø5ric – The Man Who Sold Himself (2012)
- OSI – Fire Make Thunder (2012)
- Gavin Harrison – Cheating The Polygraph (2015)

## Díjak
- Harrison 2007 és 2010 között, majd 2016-ban és 2019-ben is megnyerte a Modern Drummer olvasói szavazását az „Év legjobb progresszív dobosa” kategóriát.
- A DRUM USA magazin 2011-ben a „Legjobb progresszív dobos” díjat nyerte el.
- A Prog 2011-ben a legjobb dobosnak választotta.
- 2012-ben, 2018-ban, 2019-ben, 2020-ban, 2022-ben és 2023-ban a Modern Drummer címlapsztorija.
- A Rolling Stone szerint az elmúlt 25 év harmadik legjobb dobosa.
- 2014-ben a Modern Drummer magazin besorolta Harrisont a „Minden idők 50 legjobb dobosa közé”.